# Slaget vid Gujrat
Under andra sikhkriget trängde den brittiska armén under sir Hugh Gough efter hårda strider, bl.a. vid Chillianwallah mot nordöst. 
Britterna nådde 22 februari 1849 fram till floden Chenab, 11 mil norr om Punjabs huvudstad Lahore. Den brittiska armén om 20 000 man öppnade här vid Gujrat artillerield mot den 40 000 man starka sikhiska armén. Sedan de sikhiska linjerna börjat svikta stormade sedan brittiskt infanteri och kavalleri mot sikherna, som så gott som helt tillintetgjordes. Medan britterna denna dag led måttliga förluster, tvingades sikherna efter förlusten ge upp kriget, vilket innebar att det tidigare under britterna autonoma sikhiska Punjab blev en brittisk provins.